# Tokai Rika Cherry Blossoms
Los Tokai Rika Cherry Blossoms (東海理化チェリーブロッサムズ Tōkai Rika Cherī Burossamuzu?) son un equipo de sóftbol femenino de Japón con sede en Oguchi, Aichi. Compiten en la West Division de la Japan Diamond Softball League (JD.League).

## Historia
Los Cherry Blossoms fueron fundados en 1979 como equipo de sóftbol de Tokai Rika.
La Japan Diamond Softball League (JD.League) se fundó en 2022, y los Cherry Blossoms se unieron a la nueva liga formando parte de la West Division.

## Roster actual
- Actualizado el abril de 2022.[4]

| Posición        | N.º       | Nombre           | Edad      | Altura             | Bateo     | Lanz.     | Notas     |
| Jugadoras       | Jugadoras | Jugadoras        | Jugadoras | Jugadoras          | Jugadoras | Jugadoras | Jugadoras |
| --------------- | --------- | ---------------- | --------- | ------------------ | --------- | --------- | --------- |
| Lanzadoras      | 3         | Momona Kagawa    | 26 años   | 162 cm (5 ft 4 in) | Derecha   | Derecha   |           |
| Lanzadoras      | 11        | Minami Hisamoto  | 25 años   | 164 cm (5 ft 5 in) | Derecha   | Derecha   |           |
| Lanzadoras      | 17        | Mai Nagaya       | 28 años   | 161 cm (5 ft 3 in) | Izquierda | Izquierda |           |
| Lanzadoras      | 19        | Natsuki Fujimoto | 22 años   | 166 cm (5 ft 5 in) | Izquierda | Izquierda |           |
| Lanzadoras      | 21        | Mirai Takahashi  | 23 años   | 161 cm (5 ft 3 in) | Izquierda | Derecha   |           |
| Receptoras      | 14        | Miyane Asada     | 27 años   | 170 cm (5 ft 7 in) | Izquierda | Derecha   |           |
| Receptoras      | 25        | Angel Yamamoto   | 25 años   | 155 cm (5 ft 1 in) | Izquierda | Derecha   |           |
| Receptoras      | 33        | Tamaki Motokawa  | 25 años   | 164 cm (5 ft 5 in) | Derecha   | Derecha   |           |
| Cuadro interior | 1         | Nami Kamimura    | 26 años   | 160 cm (5 ft 3 in) | Izquierda | Derecha   |           |
| Cuadro interior | 2         | Hikaru Shibao    | 23 años   | 156 cm (5 ft 1 in) | Izquierda | Derecha   |           |
| Cuadro interior | 6         | Narumi Uchida    | 28 años   | 159 cm (5 ft 3 in) | Izquierda | Derecha   |           |
| Cuadro interior | 8         | Yuka Ikeda       | 25 años   | 158 cm (5 ft 2 in) | Izquierda | Derecha   |           |
| Cuadro interior | 10        | Sayaka Fumoto    | 30 años   | 158 cm (5 ft 2 in) | Izquierda | Derecha   |           |
| Cuadro interior | 13        | Karin Takizawa   | 24 años   | 155 cm (5 ft 1 in) | Izquierda | Derecha   |           |
| Cuadro interior | 16        | Haruka Kainuma   | 27 años   | 172 cm (5 ft 8 in) | Izquierda | Derecha   |           |
| Cuadro interior | 24        | Miina Ogura      | 25 años   | 157 cm (5 ft 2 in) | Derecha   | Derecha   |           |
| Jardineras      | 4         | Shino Momose     | 32 años   | 158 cm (5 ft 2 in) | Izquierda | Derecha   |           |
| Jardineras      | 5         | Miku Fujiki      | 27 años   | 157 cm (5 ft 2 in) | Derecha   | Derecha   |           |
| Jardineras      | 7         | Nana Yoshida     | 27 años   | 158 cm (5 ft 2 in) | Derecha   | Derecha   |           |
| Jardineras      | 9         | Saori Anami      | 29 años   | 169 cm (5 ft 7 in) | Izquierda | Derecha   |           |
| Jardineras      | 12        | Yuka Nishide     | 23 años   | 153 cm (5 ft 0 in) | Izquierda | Derecha   |           |
| Jardineras      | 15        | Ami Kato         | 27 años   | 160 cm (5 ft 3 in) | Izquierda | Derecha   |           |
| Jardineras      | 22        | Nene Matsuba     | 25 años   | 165 cm (5 ft 5 in) | Izquierda | Derecha   |           |
| Cuerpo técnico  |           |                  |           |                    |           |           |           |
| Mánager         | 30        | Akane Nakanishi  | 45 años   | -                  | -         | -         |           |
| Entrenadores    | 31        | Kanako Ochi      | 39 años   | -                  | -         | -         |           |
| Entrenadores    | 32        | Mayuki Okuda     | 30 años   | -                  | -         | -         |           |